# Convento de Nuestra Señora del Rosario y Santo Domingo (Cádiz)
El convento de Nuestra Señora del Rosario y Santo Domingo (también llamada la iglesia de Santo Domingo) de Cádiz (España), emplazado en el borde del casco histórico, en las proximidades del puerto, desde una perspectiva histórica, es el edificio religioso gaditano de mayor vinculación americana desde el momento de su fundación, al ser el objetivo de ésta el alojamiento de los dominicos que iban y volvían del otro extremo del Atlántico. Es de estilo manierista tardío, con elementos barrocos. Es Bien de Interés Cultural.
Sobresalen del conjunto, además de la iglesia, el gran patio claustral y la capilla de la Venerable orden Tercera.
Desde el punto de vista artístico, el convento contiene importantes obras barrocas de mármol de procedencia genovesa, fundamentales testimonios de las intensas relaciones comerciales y artísticas establecidas entre Cádiz y Génova en los siglos XVII y XVIII.

## Historia

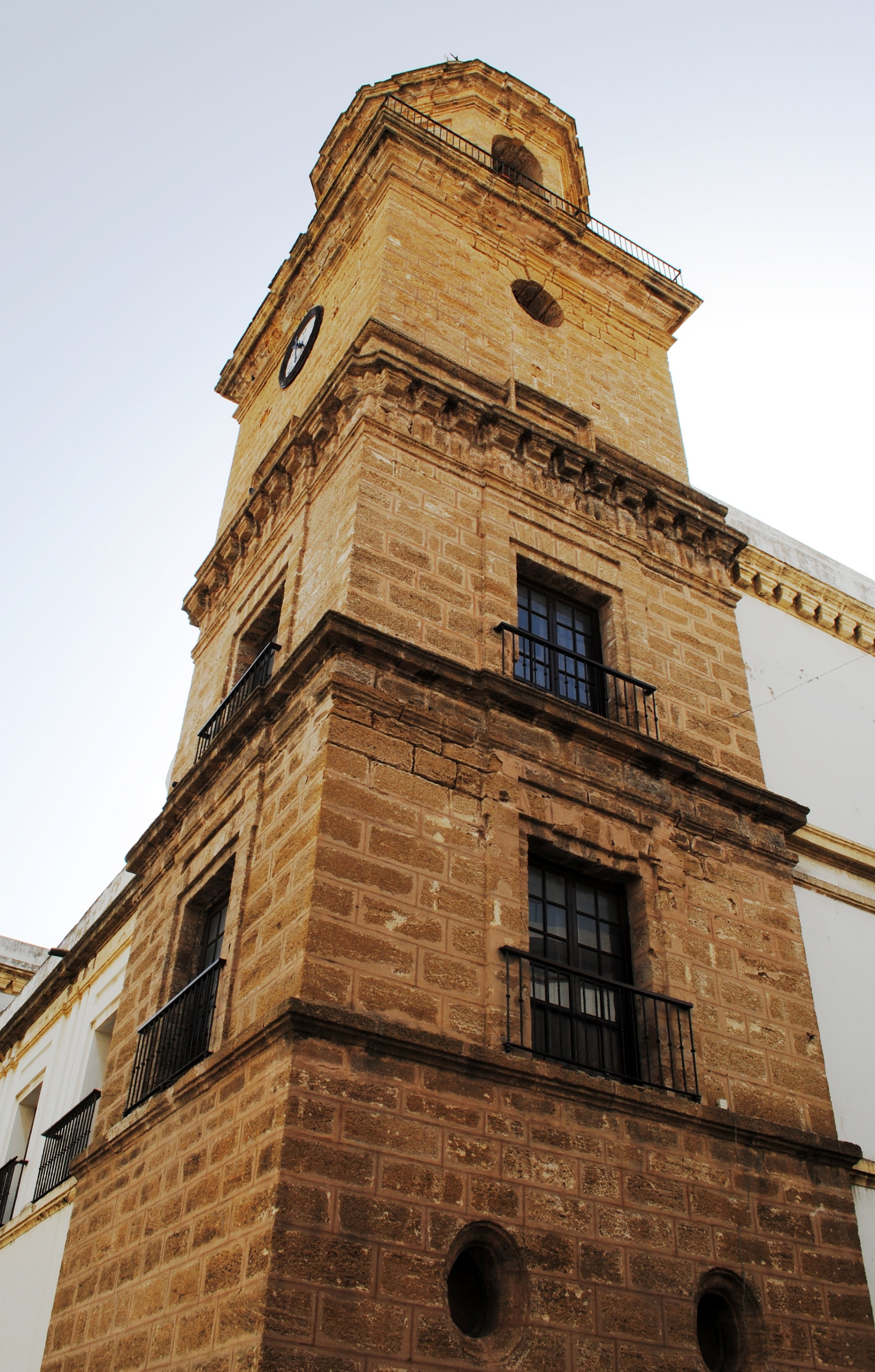
Torre de la iglesia

En 1630, tras varios intentos de fundación, la orden dominica estableció en Cádiz un hospicio. Lograron fundar su convento el 14 de julio de 1635 gracias a la compra de casas y solares, junto una localización denominada "del boquete" (lugar que había sido un muladar y donde los asaltantes anglo-holandeses habían arrojado la imagen de la Virgen del Rosario en 1596) cercano a las murallas.
Obtener los permisos pertinentes para la edificación fue posible gracias al obispo diocesano el 5 de septiembre de 1643, y posteriormente el de la autoridad militar, ya que por la proximidad de las obras a las defensas de la ciudad era necesaria la autorización del duque de Medina Sidonia. Este concede el permiso  el 16 de noviembre de 1645.
La construcción del convento dio comienzo a finales de 1645. La comunidad dominica concierta con los alarifes Juan Ruiz y Pedro Martínez la cimentación de la iglesia. La edificación de la iglesia no comienza hasta el 21 de junio de 1652, fecha en la que se concierta su construcción con los también alarifes Antón Martín Calafate y Bartolomé Ruiz. Fue concluida por Luis de Lojo en 1666.
El convento alcanzó gran prestigio en el campo de la enseñanza, ya que desde 1681 acogió una casa de estudios, recopilando una importante biblioteca perdida con la exclaustración.
A mediados del siglo XVIII la iglesia fue reformada, por lo que se incluyó una abundante decoración de yeserías. Tras sufrir graves daños al ser incendiada en dos ocasiones (en 1931 y en 1936), fue restaurada entre 1945 y 1948 bajo la dirección de Aurelio Gómez Millán.

## Descripción

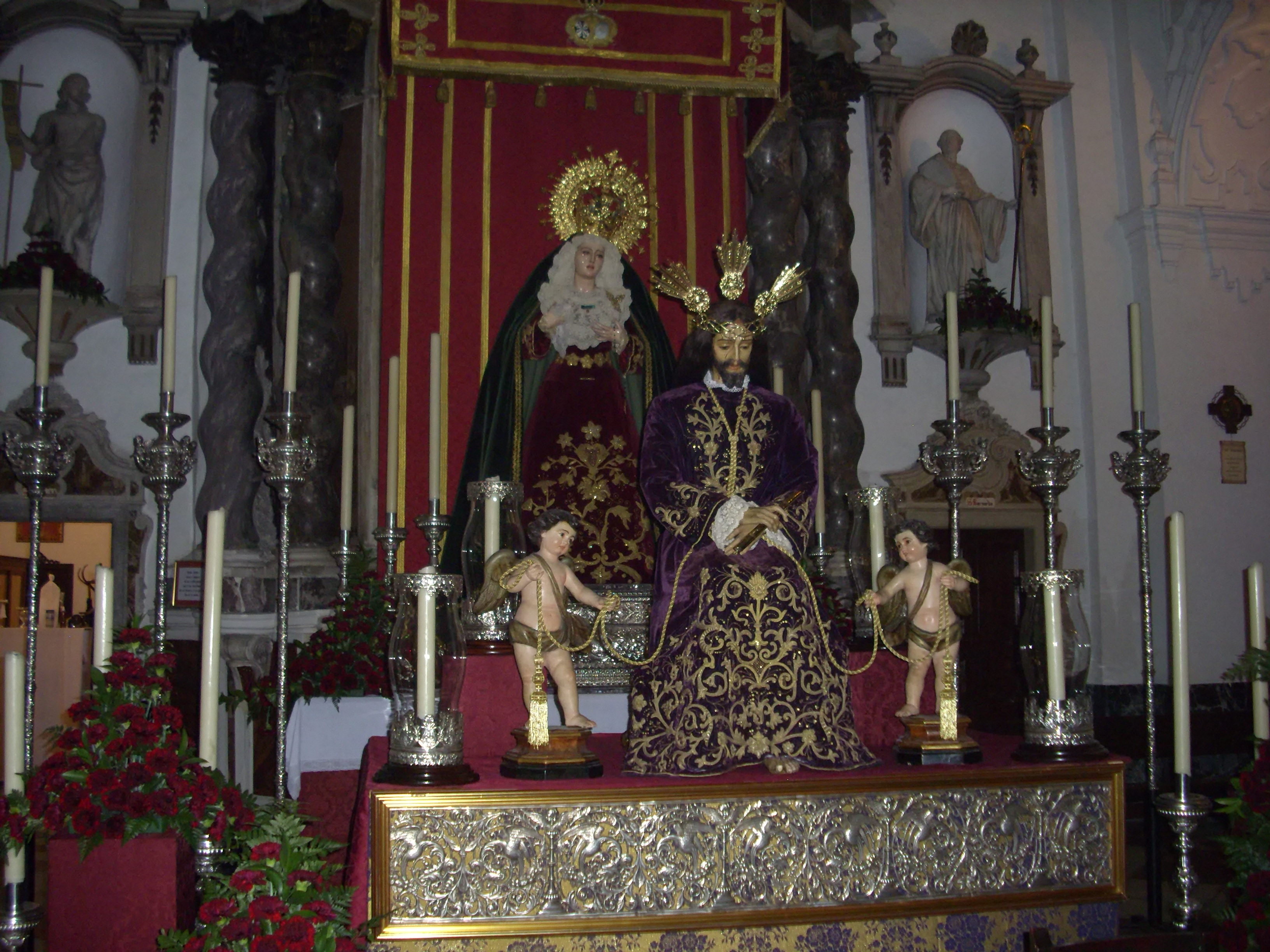
Titulares de la hermandad de las Cigarreras en la Cuaresma del 2010.

El convento responde a la tipología tradicional de estos edificios: presenta claustro central con galerías perimetrales, adosándosela iglesia a uno de sus laterales. Esta es de planta de cruz latina inserta en un rectángulo, con tres naves y cabecera recta compartimentada en tres espacios. Las naves se separan por pilares cruciformes, siendo la central de mayor anchura y altura que las laterales. Las cubiertas en la nave central, el presbiterio y los brazos del crucero son de cañón con lunetos y fajones; las de las naves laterales, bóvedas de arista y en el crucero se dispone cúpula sobre pechinas. Los dos primeros tramos de los pies están ocupados por un coro que se sustenta por bóveda de cañón rebajado.
Sobre las naves laterales se disponen tribunas que abren al interior de la central como balcones ricamente ornamentados. De ellos se singularizan los dos más próximos al coro, de mayor vuelo debido a que cumplían la función de albergarlos órganos, y los del presbiterio, enfatizados por más complejos elementos decorativos. En el presbiterio y el frente del crucero es de mencionar el zócalo de tres metros de altura que los recubre. Fue realizado a finales del XVII junto al retablo mayor por los hermanos Andreoli y se conforma por paños rectangulares en sentido vertical en los que, en el mármol blanco, se incrustan piezas de otros mármoles rojos y negros para formar grandes motivos de rombos, estrellas y medallones polilobulados.

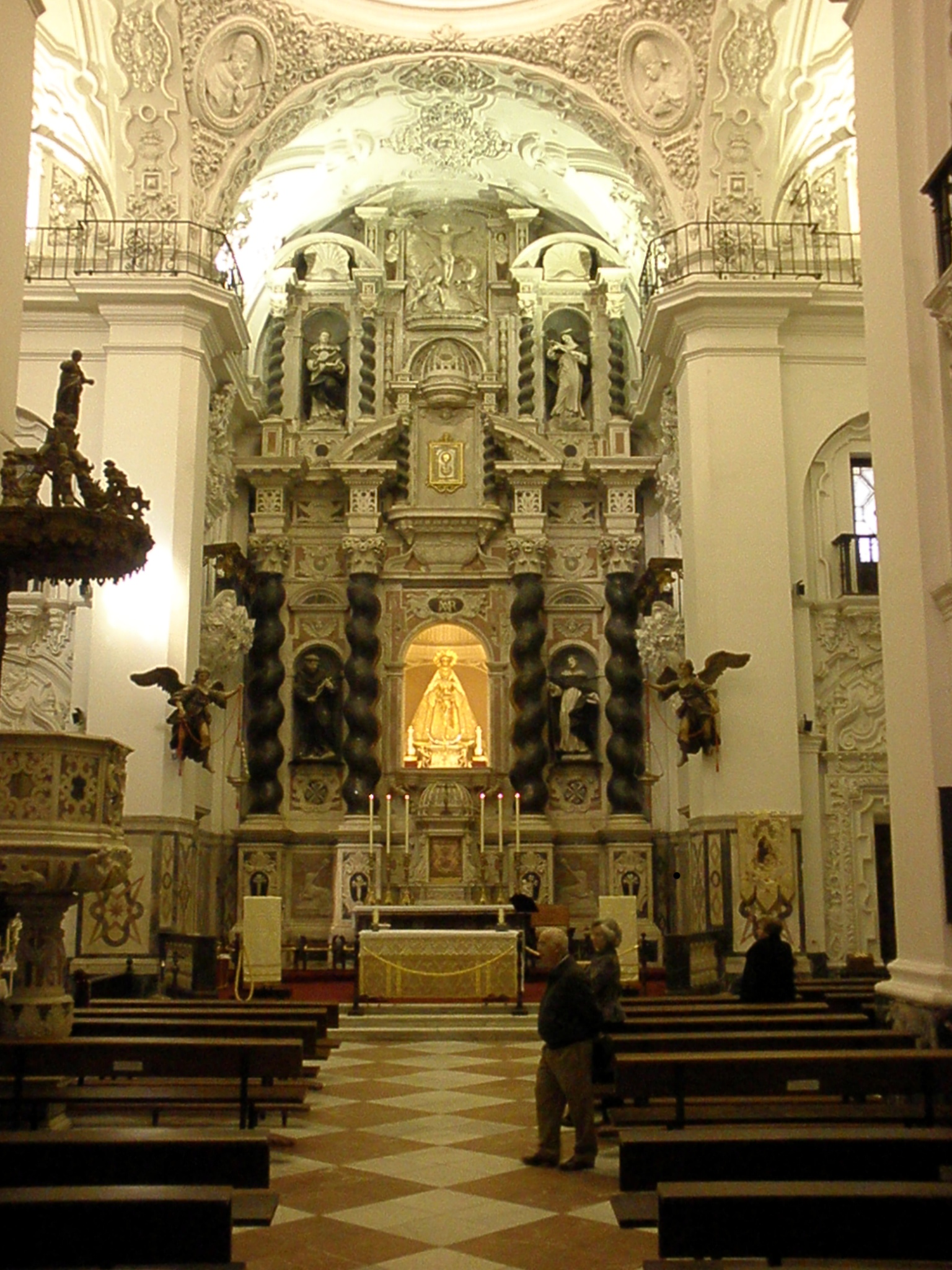
Interior de la iglesia de Santo Domingo.

Todo el interior del templo se halla profusamente decorado con yeserías dieciochescas en las que se mezclan los motivos geométricos con los vegetales, cartelas y rocallas. En las pechinas de la cúpula del crucero hay tondos con bustos de Papas.
Adosados a los pilares del arco triunfal vuelan suspendidos en el aire dos ángeles lampadarios datados en 1684 y debidos a Gabriel de la Mata.
El retablo mayor, ejecutado en mármoles de colores blanco, verde, rojo y negro, es obra del taller genovés de Andrea y Juan Antonio Andreoli entre los años 1683 y 1691. Su hornacina central constituye el camarín de la Virgen del Rosario, grupo en el que la Virgen es escultura de candelero recompuesta, tras los destrozos del 36, por Fernández Andes hacia 1940 y el Niño es pieza del siglo XVII. Las imágenes de mármol blanco policromado de San Francisco (Esteban Frugone) y Santo Domingo de Guzmán (ésta firmada por Giacommo Antonio Ponzanelli), ocupan las calles laterales del cuerpo del retablo; en el ático se encuentra un relieve de la Crucifixión entre las esculturas de Santo Tomás y Santa Catalina de Siena.
El relieve y la última citada son obras firmadas por Esteban Frugone.
En el testero derecho del crucero se encuentra el retablo de Santo Domingo, también de mármoles de colores, realizado en Génova en 1764 por Alessandro Aprile. El Cristo Resucitado del ático y las esculturas de San Bernardo y San Juan Bautista, que ocupan sendas hornacinas a los lados del retablo, son obras italianas de mármol contemporáneas del retablo. Bajo éstas se abren dos pequeñas puertas enmarcadas en mármol por las que se accede a la sacristía.
En el testero izquierdo del crucero hay otro retablo igual al comentado y de la misma cronología, pero realizado enmadera tallada y policromada, que acoge una imagen de San José de autor genovés anónimo de mediados del siglo XVIII.
El San Joaquín de la hornacina situada a la izquierda del retablo es de las mismas fechas.
El púlpito, de mármol blanco con embutidos de varios colores, se compone de pilar abalaustrado y tribuna hexagonal en la que se ubica un gran escudo de la orden dominica. Se le relaciona con la producción del taller de los Andreoli. Los elementos complementarios son de madera con tallas de estética rococó dieciochesca. La barandilla de la escalera se decora con molduras y baquetones superpuestos de perfil mixtilíneo que dibujan cartelas centrales en las que se inserta una menuda decoración vegetal; la entrada a la escalera se cierra con una puerta de dos hojas con rica decoración detallas e incrustaciones. El tornavoz y su frontal son de maderadorada. Corona el conjunto la figura alegórica de la Fe.
Piezas marmóreas y de origen genovés son también las dos pilas de agua bendita adosadas a pilares del segundo tramo de la nave del evangelio desde los pies. Las pilas, de taza octogonal, están sostenidas por ángeles atlantes de más de medio cuerpo vestidos con túnicas. Hay otras dos pilas, éstas de mármol negro brocatel, en los pilares del primer tramo desde los pies. Se componen de pilar abalaustrado y taza gallonada.
Deben mencionarse las lápidas del presbítero Núñez Chacón, fechada en 1672, y del regidor Olivares, de 1701, ambas con escudos heráldicos, y la de Diego de Munárriz, de igual fecha a la anterior, existente en el claustro junto a la puerta de acceso a la sacristía.
La sillería del coro, obra anónima de la segunda mitad del siglo XVII, tiene doble orden de asientos, constando el alto de 33 y el bajo de 21. Los respaldos superiores se organizan mediante una sucesión de encasamentos separados por columnillas salomónicas, en los que se representan en altorrelieve figuras de santos. Preside el conjunto la silla del prior, con la Virgen del Rosario situada en una hornacina destacada del resto por un coronamiento de frontón curvo partido sobre el que apoya otro frontón recto de menor tamaño. Una sucesión de angelitos y copetes decorativos que contienen anagramas y símbolos alusivos a la Orden de Predicadores corona los respaldos superiores. En las misericordias se ofrece un repertorio ornamental de mascarones, todos de diferente diseño.
Al exterior, el edificio presenta exentos tres de sus frentes.
En el muro de la cabecera se trasdosa el camarín de la Virgen del Rosario, realizado en 1756 y muy restaurado tras el incendio de 1936. El camarín descansa sobre una amplia peana moldurada de piedra ostionera y remata en perfil mixtilíneo con decoración de placas del que emerge un abovedamiento poligonal.
La iglesia se abre al exterior por dos portadas. La de los pies es un simple acceso adintelado. La de la nave del evangelio resulta ser la principal, al estar inserta en una fachada elevada sobre el nivel de la calle a la que se llega a través de una escalinata y un atrio acotado por barandillas metálicas entrenetos pétreos. La portada, construida a mediados del siglo XX, está presidida por una imagen barroca de la Virgen del Rosario realizada en mármol blanco.
A los pies de esa fachada del evangelio se dispone la torre, de cinco cuerpos separados por cornisas y planta cuadrada, que ofrece vistos sus sillares de piedra ostionera. El campanario de remate es octogonal y se corona por cúpula con linterna. El campanario conserva tres campanas, dos de ellas de fines del siglo XIX y la otra del XVIII, todas con inscripciones. También conserva la maquinaria de un reloj fechada en 1881.